# Wrote a Song for Everyone
Wrote a Song for Everyone è il nono album discografico in studio da solista di John Fogerty (voce dei Creedence Clearwater Revival), pubblicato nel 2013.

## Tracce
1. Fortunate Son (con Foo Fighters) – 3:29
2. Almost Saturday Night (con Keith Urban) – 3:17
3. Lodi (con Shane Fogerty & Tyler Fogerty) – 4:19
4. Mystic Highway – 6:04
5. Wrote a Song for Everyone (con Miranda Lambert feat. Tom Morello) – 4:01
6. Bad Moon Rising (con Zac Brown Band) – 2:54
7. Long as I Can See the Light (con My Morning Jacket) – 4:49
8. Born on the Bayou (con Kid Rock) – 4:46
9. Train of Fools – 4:40
10. Someday Never Comes (con Dawes) – 5:16
11. Who'll Stop the Rain (con Bob Seger) – 3:11
12. Hot Rod Heart (con Brad Paisley) – 4:59
13. Have You Ever Seen the Rain (con Alan Jackson) – 3:17
14. Proud Mary (con Jennifer Hudson feat. Allen Toussaint & Rebirth Brass Band) – 4:25